# Gosnell
Gosnell és una població dels Estats Units a l'estat d'Arkansas. Segons el cens del 2000 tenia 3.968 habitants.

## Demografia
Segons el cens del 2000, Gosnell tenia 3.968 habitants, 1.369 habitatges, i 1.074 famílies. La densitat de població era de 911,9 habitants/km².
Dels 1.369 habitatges en un 48,3% hi vivien nens de menys de 18 anys, en un 54,9% hi vivien parelles casades, en un 18,4% dones solteres, i en un 21,5% no eren unitats familiars. En el 17,5% dels habitatges hi vivien persones soles el 4,1% de les quals corresponia a persones de 65 anys o més que vivien soles. El nombre mitjà de persones vivint en cada habitatge era de 2,9 i el nombre mitjà de persones que vivien en cada família era de 3,29.
Per edats la població es repartia de la següent manera: un 34,9% tenia menys de 18 anys, un 10,8% entre 18 i 24, un 32% entre 25 i 44, un 17,5% de 45 a 60 i un 4,8% 65 anys o més.
L'edat mitjana era de 28 anys. Per cada 100 dones de 18 o més anys hi havia 92,1 homes.
La renda mitjana per habitatge era de 31.423 $ i la renda mitjana per família de 37.176 $. Els homes tenien una renda mitjana de 30.995 $ mentre que les dones 17.625 $. La renda per capita de la població era de 13.371 $. Entorn del 15,5% de les famílies i el 17,1% de la població estaven per davall del llindar de pobresa.

## Poblacions més properes
El següent diagrama mostra les poblacions més properes.